# Brasilianische Badminton-Mannschaftsmeisterschaft
Brasilianische Badminton-Mannschaftsmeisterschaften werden seit 1996 ausgetragen. Es finden separate Teamwettkämpfe für Männer und Frauen statt.

## Die Sieger
| Nr. | Saison    | Herrenteams           | Damenteams                   |
| --- | --------- | --------------------- | ---------------------------- |
| I   | 1996      | Clube Fonte São Paulo | Clube Fonte São Paulo        |
| II  | 1997      | Clube Fonte São Paulo | Clube Fonte São Paulo        |
| III | 1998      | Clube Fonte São Paulo | Centro Paulista de Badminton |
| IV  | 1999      | Clube Fonte São Paulo | Clube Fonte São Paulo        |
|     | 2000 2025 | keine Daten           | keine Daten                  |